# French Kissing - A caccia di baci
French Kissing - A caccia di baci è un film per la TV del 2006, diretto da Konrad Sattler.

## Trama
In un'università di Berlino l'arrivo di un gruppo di studentesse Erasmus elettrizza gli studenti tedeschi. Florian, Enrique e Matthias pensano che trascorreranno le successive tre settimane tra feste e avventure in compagnia delle Francesi, ma a sconvolgere i loro piani c'è Henz che propone una scommessa: vincerà chi riuscirà a conquistare il maggior numero di Francesi, in palio la jeep di Henz e il furgoncino dei tre amici (con il quale hanno intenzione di girare l'Europa). Sophie è la più bella ragazza tra le studentesse francesi e con lei ci provano sia Florian sia Henz. Inizialmente Sophie frequenta Henz ma successivamente esce con Florian e i due cominciano a conoscersi. La ragazza racconta a Florian che i suoi genitori sono separati e suo padre vive in Germania. Sophie vorrebbe andarlo a trovare, ma quando raggiunge l'abitazione la nuova moglie del padre racconta una bugia pur di non lasciarla entrare.
Florian si accorge che si sta innamorando di Sophie, ma la ragazza viene a sapere della scommessa e si arrabbia. Florian, per farsi perdonare, organizza un incontro tra Sophie e suo padre.
La sera prima della partenza delle Francesi viene organizzata una festa durante la quale Henz viene umiliato con un video, Florian e Sophie fanno pace mentre Enrique e Matthias si mettono con due amiche di Sophie. Il giorno successivo le Francesi partono e i ragazzi le seguono con il furgone perso nella scommessa ma ricomprato dal padre di Sophie.